# Dicranum homannii
Dicranum homannii là một loài rêu trong họ Dicranaceae. Loài này được Boeck mô tả khoa học đầu tiên năm 1832.